# Danville (Ohio)
Danville é uma vila localizada no estado norte-americano de Ohio, no Condado de Knox.

## Demografia
Segundo o censo norte-americano de 2000, a sua população era de 1104 habitantes.
Em 2006, foi estimada uma população de 1084, um decréscimo de 20 (-1.8%).

## Geografia
De acordo com o United States Census Bureau tem uma área de
1,4 km², dos quais 1,4 km² cobertos por terra e 0,0 km² cobertos por água. Danville localiza-se a aproximadamente 284 m acima do nível do mar.

## Localidades na vizinhança
O diagrama seguinte representa as localidades num raio de 20 km ao redor de Danville.